# أبو صوير المحطة
أبو صوير المحطة مدينة مصرية تتبع محافظة الإسماعيلية في مصر، وهي قاعدة مركز أبو صوير.